# Alex Rae
Alexander Scott "Alex" Rae (Glasgow, 30 de setembro de 1969) é um ex-futebolista escocês, que atuava como meio-campista. 

## Carreira
Rae iniciou sua carreira no Rangers em 1987, mas rejeitado pelo técnico Graeme Souness, saiu do time em 1990, sendo contratado pelo Millwall, por 100 mil libras.
Em 14 anos no futebol inglês, o meio-campista teve passagem destacada pelo próprio Millwall, onde jogou até 1996, e pelo Sunderland, entre 1996 e 2001. Ainda teve uma passagem menos destacada pelo Wolverhampton Wanderers, que durou três anos, antes de voltar ao Rangers em 2004.
Fora dos planos dos Gers para 2006, Rae decidiu se aventurar como treinador e jogador ao mesmo tempo no Dundee, que o contratou para acumular as duas funções. Aposentou-se pela primeira vez em outubro de 2008, e chegou a viajar para a Suécia tirar a licença de treinador da UEFA.
Em 2009, Rae voltou à Inglaterra para trabalhar no Milton Keynes Dons, agora como jogador e assistente-técnico de Paul Ince. Depois de ter disputado três partidas pelos Dons, resolveu pendurar de vez as chuteiras no ano seguinte. Juntamente com Ince, foi trabalhar como seu assistente no Notts County, e ambos permaneceram no time até abril de 2011.

## Seleção escocesa
Em sua carreira como jogador, Rae nunca recebeu chances na Seleção Escocesa de Futebol. Chegou a ser cotado para disputar a Eurocopa de 1996 e a Copa de 1998, últimos torneios disputados pela Escócia, mas não seria convocado para ambas.

## Prêmios
- Premier League escocesa: 2004-05
- Copa da Liga escocesa: 2004-05